# アメンエムハト3世
アメンエムハト3世（Amenemhat III, 在位：紀元前1842年 - 紀元前1797年または紀元前1860年 - 紀元前1814年）は、古代エジプト第12王朝の第6代ファラオ（王）。

## 概要
先代の父王センウセレト3世の時代から続く中王国時代最盛期の王。その治世中、アメンエムハト2世の時代から長年継続されてきたファイユームの干拓事業が完成した。これにより農業生産は飛躍的に増大し、同時にエジプトの経済成長もピークに達した。
父王が南のヌビアでの対外政策に力を注いだのに対して、アメンエムハト3世の関心は主に北のシナイ半島での鉱山開発に向けられた。その証拠に、シナイ半島の50ヵ所以上の場所で治世中に記された碑文があり、途切れることなく遠征が繰り返されていたことを覗わせている。アメンエムハト3世の碑文はシナイ半島で見つかったものを含めて、その90パーセント以上が国外から見つかっており、反対にエジプト本国から出土しているものは非常に少ない。その理由は定かではないが、碑文に記された内容は当時の活発な対外遠征の模様を今に伝えている。
当時の経済的繁栄の表れか、アメンエムハト3世はダハシュールとハワラに2基のピラミッドを造営している。1人の王が複数のピラミッドを築くのは古王国時代のスネフェル王以来の事だった。うちハワラのピラミッドの近くに建設された巨大な葬祭殿はクレタ島のクノッソス宮殿とよく比較され「本物のラビリントス」などと形容された。
アメンエムハト3世は中王国時代に繁栄をもたらした最後の王だった。跡を継いだアメンエムハト4世によってしばらくの間は平和が保たれたが、彼が短期間で没すと、エジプトの繁栄は急速に失われ、建造物も文字資料も目立って減っていく。